# Yorito
Yorito è un comune dell'Honduras facente parte del dipartimento di Yoro.
Il comune risulta come entità autonoma già nella divisione amministrativa del 1889.